# Baarmadoobe
Baarmadoobe (ook: Barmadobe, Baar-Madobe, Bar-madobe, Barmadoble, Baarmadoobeeye of Baar Madoobeeye), naar de gelijknamige wadi die in zee uitmondt bij het dorp, is een dorp in het district Iskushuban in de regio (gobolka) Bari in Puntland, een deelstaat van de Federale Republiek Somalië met een hoge graad van autonomie.
Baarmadoobe ligt aan de kust van de Indische Oceaan tussen aride heuvels, bij de monding van de gelijknamige wadi, ca. 40 km ten zuiden van het schiereiland Hafun. De ligging is bepaald schilderachtig. Er wonen ca. 900 mensen, verdeeld over zo'n 150 huishoudens (2006). Ze leven voornamelijk van de kreeftvisserij. Er is geen haven; bootjes worden op het strand getrokken. Er zijn nauwelijks begaanbare wegen naar het achterland dat woestijnachtig is en zeer dun bevolkt.
De regio werd eind december 2004 getroffen door de tsunami die het gevolg was van de zeebeving in de Indische Oceaan bij Sumatra, hoewel dat duizenden kilometers verder was. Dit leidde tot een vernietiging van bijna alle ondiepe bronnen in kustdorpen waardoor er een acuut gebrek aan goed drinkwater ontstond. Zo ook in Baarmadoobe, waarop de hulporganisatie CARE een nieuw watersysteem installeerde. UNICEF bouwde er in 2005 een school.

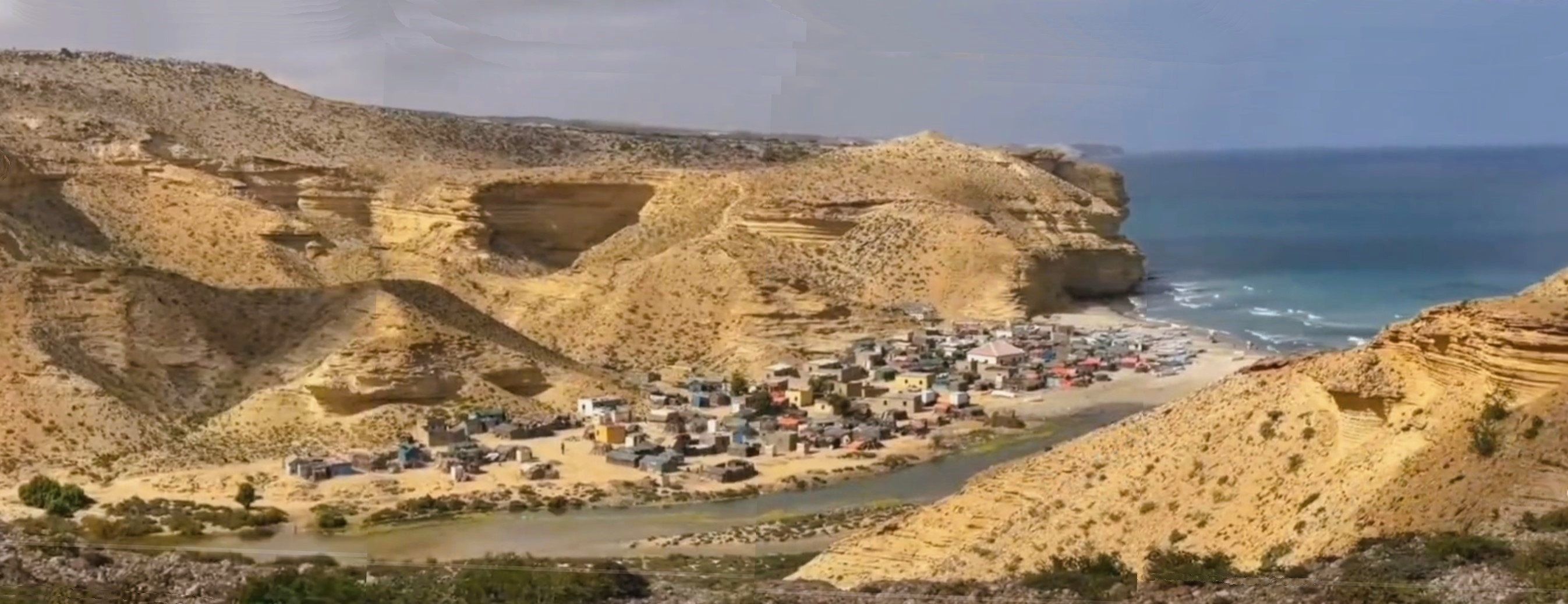
Baarmadoobe